# آلس بیالیاتسکی
آلس بیالیاتسکی (به انگلیسی: Ales Bialiatski) یک فعال مدنی و زندانی عقیدتی سابق اهل بلاروس که به دلیل همکاری با مرکز حقوق بشر «ویاسنا» به شهرت رسید. وی در ۲۰۲۰ برنده جایزه زیست صحیح شد، این جایزه به صورت گسترده‌ای همانند جایزه صلح نوبل شناخته می‌شود.

## زندگی‌نامه
بیالیاتسکی در وایارتسیلیا، در کارلیای امروزی روسیه، در یک خانواده بلاروسی متولد شد. پدر وی ویکتور بیالیاتسکی یکی از اهالی بومی منطقه راهکو است، مادرش نینا اهل منطقه نارولیا است. در ۱۹۶۵ جمع خانواده به بلاروس بازگشتند تا در سویتلاهورسک، که در منطقه گومل است مستقر شوند.
بیالیاتسکی تحقیق‌گر ادبیات بلاروس است، در سال ۱۹۸۴ از دانشگاه دولتی هومیل در رشته فلسفه روسیه و بلاروس فارغ‌التحصیل شد. بیالیاتسکی در دوران دانشجویی خود با افراد متعددی ملاقات کرد که بعدها نویسندگان مشهوری شدند، از جمله آناتول سیس، ادوارد آکولین، سیارژوک سیس و آناتول کازلو.
پس از فارغ‌التحصیلی، بیالیاتسکی به عنوان معلم مدرسه در منطقه للچیتسی، منطقه گومل مشغول به کار شد.
در ۱۹۸۵–۱۹۸۶ او به عنوان راننده خودروی زرهی در یکان توپخانه ضد تانک در نیروهای مسلح روسیه خدمت کرد.

## فعالیت حرفه‌ای
در اوایل دهه ۱۹۸۰ بیالیاتسکی درگیر چندین موضوع دموکراسی خواهی از جمله گروهی تحت عنوان «استقلال» که یک حزب مخفی بلاروس با هدف تلاش برای خروج بلاروس از اتحاد جماهیر شوروی و تشکیل یک کشور مستقل و دموکراتیک بود. این گروه رسانه‌ای غیرقانونی به نام «بوراچوک» منتشر کرد و اولین تظاهرات ضد شوروی را سازماندهی نمود، که مهم‌ترین آنها تظاهرات دزیادی در ۱۹۸۷و ۱۹۸۸برگزار کردند و اعتراضشان به ساخت نیروگاه برق آبی داوگاوپیلز بود، در ۱۹۸۸ تجمع اعتراضی علیه تخریب میراث معماری شهر فوقانی در مینسک و مراسم یادبود در کوراپاتی بود. در دسامبر ۱۹۸۷بیالیاتسکی کمیته سازماندهی مجمع اول جوامع بلاروس را برگزار کرد.

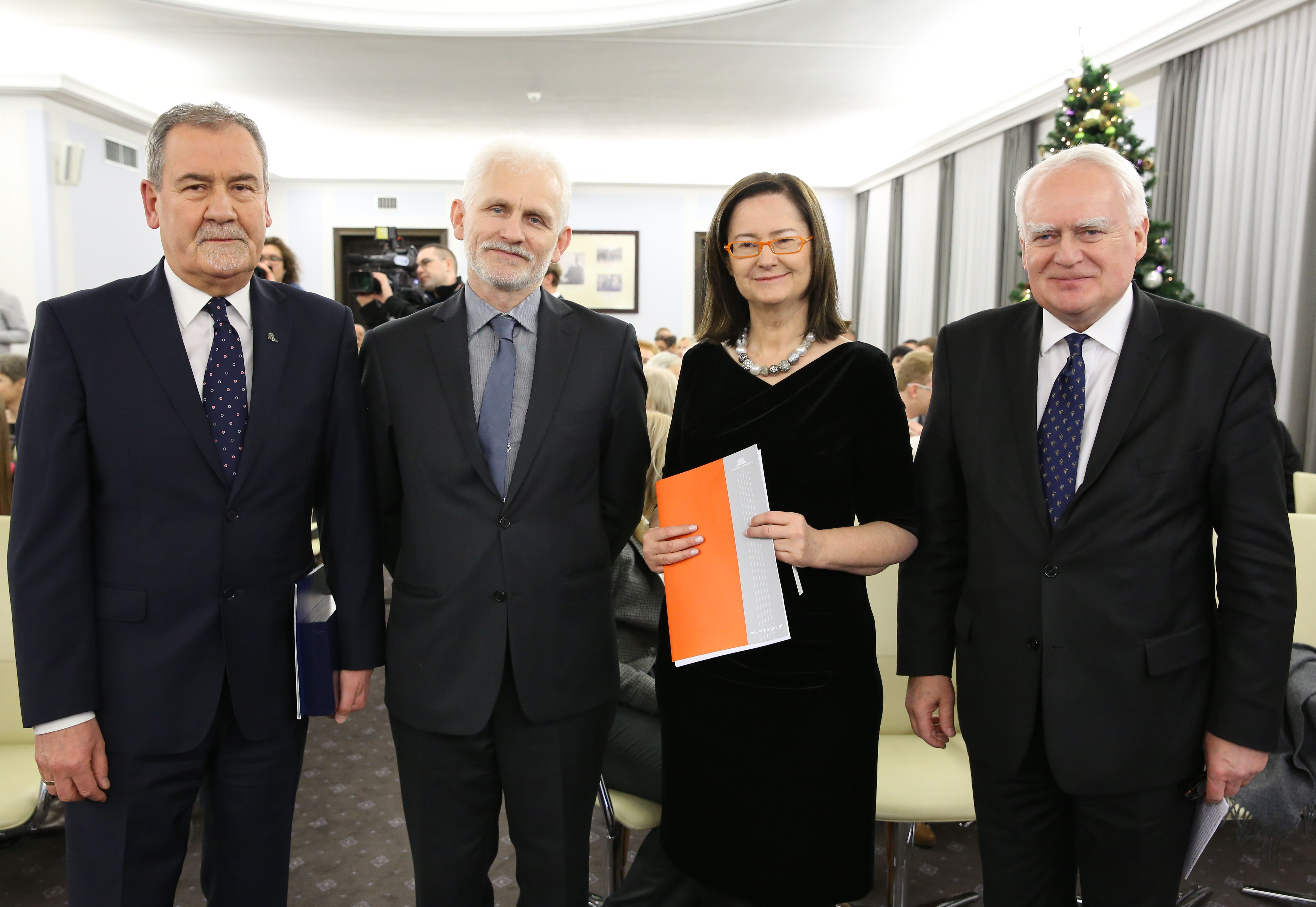
با یان وایرووینسکی، ایرنا لیپوویچ و اولگیرد جیکوسکی در مراسم اهدای جایزه پاول ولدوکویچ در سنای لهستان (۲۰۱۴)

در ۱۹۸۹بیالیاتسکی از آکادمی علوم بلاروس دکترا گرفت. بیالیاتسکی در طول تحصیل در مقطع دکترا به تأسیس انجمن نویسندگان جوان توتجشیا کمک کرد و از ۱۹۸۶تا ۱۹۸۹به عنوان رئیس این گروه فعالیت می‌کرد که فعالیت‌های او منجر به آزار و اذیت مدیریت آکادمی شد. در ۱۹۸۸بیالیاتسکی سازمان شهیدشناسی بلاروس را تأسیس کرد. او همچنین یکی از اعضای بنیانگذار جبهه مردمی بلاروس و جامعه کاتولیک بلاروس بود.
در ۱۹۸۹بیالیاتسکی به عنوان محقق جوان در موزه تاریخ ادبیات بلاروس مشغول به کار شد. بعداً در همان سال، او به عنوان مدیر موزه ادبی ماکسیم بوگدانوویچ انتخاب شد. بیالیاتسکی پس از برگزاری چندین نمایشگاه اصلی، از جمله دو نمایشگاه در مینسک، یکی در منطقه مالاژکنا و دیگری در یاروسلاول روسیه، وی موزه را در اوت ۱۹۹۸ترک کرد.
در طول مدت مدیریت بیالیاتسکی، موزه میزبان رویدادهای عمومی متعددی در زمینه مسائل سیاسی، فرهنگی و مذهبی بود. در ۱۹۹۰ساختمان موزه در مرکز مینسک محل تحریریه روزنامه «سووبودا»، یکی از اولین روزنامه‌های دموکراتیک طرفدار بلاروس بود. بیالیاتسکی آدرس حقوقی ده‌ها سازمان غیردولتی از جمله مرکز حقوق بشر «ویاسنا» و مرکز «سوپولنست» را ایجاد کرد. وی از چندین نویسنده جوان از جمله پالینا کاچاتکووا، ادوارد آکولین، سیارهه ویتوشکا و آلس استراوتسو دعوت کرد تا در موزه کار کنند.
بیالیاتسکی بین ۱۹۹۱تا ۱۹۹۶عضو شورای نمایندگان شهر مینسک بود. در ۲۰ اوت ۱۹۹۱، یک روز پس از کودتای مسکو، او به همراه ۲۹نفر دیگر از اعضای شورا از مردم مینسک درخواست کردند تا به مقامات منتخب قانونی وفادار باشند و به دنبال تمام ابزارهای قانون اساسی برای پایان دادن به فعالیتهای کمیته اضطرار دولتی باشند. در ۵ سپتامبر ۱۹۹۱، پس از تصویب شورای شهر مینسک که می‌توانستند از نمادهای ملی استفاده کنند، بیالیاتسکی پرچمی سفید-قرمز-سفید را به اتاق شورا آورد. این پرچم اولین پرچمی بود که به‌طور رسمی بر روی ساختمان شورای شهر مینسک به اهتزاز درآمد.

## کتابشناسی - فهرست کتب
- Літаратура і нацыя». ۱۹۹۱[۵]
- Прабежкі па беразе Жэнеўскага возера». ۲۰۰۶
- Асьвечаныя беларушчынай». ۲۰۱۳[۶]
- Іртутнае срэбра жыцьця». ۲۰۱۴[۷]
- Халоднае крыло Радзімы». ۲۰۱۴[۸]
- Бой з сабой». ۲۰۱۶[۹]
- ۲۰-Я Вясна. Зборнік эсэ ў іспамінаў сяброў Праваабарончага цэнтра «Вясна».[۱۰]۲۰۱۶. (А. Бяляцкі. с. ۷–۲۰؛ ۱۸۹–۲۰۳)

## زندگی خصوصی
آلس بیالیاتسکی با ناتالیا پینچوک ازدواج کرد. آنها در ۱۹۸۲هنگامی که آلس دانشجوی دانشگاه دولتی فرانشیشک اسکارینا هومیل بود و ناتالیا در کالج آموزشی در لوژئو تحصیل می‌کرد با یکدیگر آشنا شدند. این زوج در ۱۹۸۷ازدواج کردند. آل بیالیاتسکی یک پسر به نام آدام دارد.
بیالیاتسکی در سالهای دانشگاه خود گیتار بیس را در گروهی به نام باسکی نواخت. او اظهار داشت که دو سرگرمی اصلی او در حال حاضر شکار قارچ و کاشت گل است. او عموماً به زبان بلاروس صحبت می‌کند.